# Takakia
Takakia es un género de musgos que habitan desde el oeste de América del Norte y el centro y el este de Asia. Incluye de dos especies. El género se coloca en una familia, un orden y una clase propios. Su posición taxonómica ha sido incierta, pero el descubrimiento del esporófito firmemente apoya su ubicación dentro de los musgos.

## Descubrimiento
Takakia fue descubierto en el Himalaya y descrito por Mitten en 1861. Originalmente fue descrito simplemente como una nueva especie de hepática  (Lepidozia ceratophylla) dentro de un género ya existente, y por lo tanto fue ignorada durante mucho tiempo. El descubrimiento de plantas similares en la mitad del siglo XX por el Dr. Takaki en Japón despertó el interés. Las muchas características inusuales de estas plantas condujo a la creación en 1958 de la especie Takakia lepidozioides , en el nuevo género Takakia, nombrada en honor a su redescubridor y que reconoció sus características únicas. La especie descrita originalmente por Mitten fue posteriormente reconocida por Grolle como pertenecientes a este nuevo género, y, en consecuencia renombrado como Takakia ceratophylla.
Todas las plantas recolectadas originalmente carecían de estructuras reproductivas. Con el tiempo, se encontraron plantas con arquegonios, que se parecía a los de los musgos. Se informó por primera vez en 1993 en la Islas Aleutianas de plantas fértiles con anteridios y esporófitos, y las estructuras eran claramente de la forma que se encuentra en los musgos primitivos. Este descubrimiento situó a Takakia como un género de musgos, aunque inusual.
Desde entonces, Takakia  ha sido encontrada en Sikkim (en el Himalaya ), Borneo del Norte , Taiwán y Japón . En América del Norte, el género se encuentra en la Islas Aleutianas y la Columbia Británica. Se presenta en una variedad de hábitats locales, de roca desnuda, con humus húmedo, y crece en altitudes que van desde el nivel del mar en el piso subalpino.

## Descripción
Takakia no sólo es inusual entre los musgos, sino entre todas las plantas vivientes. El nombre en japonés de la planta (nanjamonja-goke) "musgo imposible" refleja esto. Tiene 4 cromosomas ( n = 4) por célula. 
A distancia, Takakia parece una típica capa de musgo o algas verdes en la roca donde crece. En una inspección más cercana, diminutos brotes de Takakia crecen a partir de una zona de los rizomas delgados y rastreros. Los brotes verdes que crecen en el césped son rara vez más altos que 1 cm, y tienen una disposición irregular de hojas cortas, en forma de dedos (1 mm de largo). Estas hojas están profundamente divididas en dos o más filamentos, una característica que no se encuentra en ningún otro musgo. Tanto los brotes verdes y sus hojas son muy frágiles.
A diferencia de otras briofitas , el óvulo que producen los arquegonios y los espermatozoides que producen anteridios no están rodeados por hojas periquetiales u otros tejidos protectores. En su lugar, los gametangios están desnudos en el ángulo formado entre el vástago y las hojas vegetativas. El esporófito desarrolla un tallo largo que termina en una cápsula alargada con esporas. La cápsula contiene una columela central sobre y alrededor de la cual se producen las esporas. Cuando el esporófito es maduro, se rompe la cápsula a lo largo de un solo corte en espiral para liberar las esporas.